# Adolph von Carlowitz
Pour les articles homonymes, voir Carlowitz.
Pour les autres membres de la famille, voir Famille von Carlowitz.
Hans Carl Adolph von Carlowitz (né le 25 mars 1858 à Riesa et mort le 9 juillet 1928, à Gersdorf) est un général d'infanterie saxon et ministre de la guerre.

## Biographie

### Origine
Adolph est issu de l'ancienne famille noble von Carlowitz. Son père Georg Job von Carlowitz (1815-1886) est un magistrat royal saxon, sa mère est Ida, née von Könneritz (de) (1828-1916) de la maison baronne.
Après l'école à partir de 1871 et obtenu son diplôme d'études secondaires en 1877 à l'école princière (de) de Grimma, il étudie le droit à l'université de Leipzig à partir de 1877, où il devient membre de la « Landsmannschaft Grimensia zu Leipzig ».

### Carrière militaire
En 1879, Carlowitz interrompt définitivement ses études et commence une carrière d'officier dans l'armée saxonne. Carlowitz étudie à l'Académie de guerre de Prusse de 1885 à 1888 et après avoir obtenu son diplôme, il sert plusieurs fois à l'état-major général à Berlin. Après avoir changé l'emploi des troupes et de l'état-major, il est au commandement général du 12e corps d'armée à partir d'avril 1904 en tant que lieutenant-colonel chef d'état-major général. En 1908, il prend le commandement du 100e régiment de grenadiers en tant que colonel. Au printemps 1912, il est général à la suite de Frédéric-Auguste III et en 1913 promu lieutenant général adjudant général du roi. Après sa nomination comme ministre de la Guerre en mai 1914, il ne pourra cependant exercer cette fonction que quelques mois.
En tant que ministre de la Guerre, destiné en réalité à diriger une armée en cas de guerre, Carlowitz ne prend en charge le 27e corps de réserve (de) nouvellement formé qu'au début du mois de septembre 1914. Son prédécesseur immédiat au poste de ministre de la Guerre, le colonel général Max von Hausen, est nommé à la tête de la 3e armée. La gestion des affaires officielles du ministère de la Guerre de Dresde est assurée par le lieutenant général (retraité) Viktor von Wilsdorf (de), qui est alors nommé ministre de la Guerre en octobre 1915. Carlowitz, promu général d'infanterie le 10 septembre 1914, met en vain en garde le haut commandement de l'armée contre le déploiement prématuré de son corps.
Au cours de la première bataille des Flandres autour d'Ypres, il devient clair que Carlowitz, qui n'a auparavant aucune expérience en tant que chef de corps ou de division, est débordé par sa tâche de général commandant. À cause d'une maladie cardiaque, il abandonne son commandement fin octobre 1914. Après un mois de convalescence, il reçoit le commandement de la 12e division de la réserve. En août 1915, Carlowitz prend en charge le 3e corps de réserve (de) sur le front de l'Est, qu'il mène sagement dans les batailles défensives lors de l'offensive russe du printemps 1916, ainsi que les forces réunies sous son commandement dans la région de Smorgon à l'été de la même année.
En août 1917, Carlowitz succède à feu Maximilian von Laffert en tant que général commandant du 19e corps d'armée (de) sur le front occidental. Il le dirige sous le nom de « Groupe Aubers » en avril 1918 lors de l'opération d'attaque réussie près d'Armentières, pour laquelle il reçoit l'Ordre Pour le Mérite.
Début août 1918, Carlowitz reçoit le commandement de la 9e armée, qui défend entre l'Oise et l' Aisne en France. Après sa dissolution fin septembre 1918, il devient commandant en chef de la 2e armée (Groupe d'armées Boehn), organisée autour de Cambrai et Saint-Quentin contre le 4e armée britannique sous les ordres de Rawlinson.
Le 14 janvier 1919, à l'âge de 60 ans, il se retire du service militaire et passe sa courte retraite à Gersdorf près de Roßwein. Il est l'un des rares généraux saxons à avoir exercé le commandement sur toute une armée pendant la Première Guerre mondiale.
Carlowitz décède le 7 septembre. juillet 1928 au château de Gersdorf près de Roßwein et est enterré au cimetière militaire de Dresde (cimetière nord).

### Récompenses
Le 29 juillet 1917 il reçoit l'ordre Pour le Mérite,  et le feuille de chêne lui est attribué le 25 mai 1918. Il est fait aussi le 5 mai 1918 commandeur de première classe de l'Ordre militaire de Saint-Henri.

### Famille
Carlowitz se marie le 31 mai 1893 à Dresde Emma Priska von Stieglitz (de) (née le 10 décembre 1870 à Dresde et morte le 26. janvier 1947 à Freiberg), la plus jeune fille du lieutenant général saxon Thuisko von Stieglitz (de). Le couple a quatre enfants :
- Esther (1894-1946), fille aînée, elle se marie une première fois en 1914 avec Georg comte zu Münster-Langelage (de), décédé en 1916 lors de la Première Guerre mondiale. En 1921, elle épouse Arndt von Kirchbach (de), théologien, surintendant et prédicateur de la cathédrale, dans ses secondes noces.
- Elisabeth Charlotte (Lieselotte) (1896-1962) mariée en 1923 avec Joachim comte von Wallwitz (1889-1944).
- Ruth (1898-1966) ⚭ 1939 Ferdinand baron von Fürstenberg (de).
- Adolf (de) (1900-1966), Dr. juré., Ministerialdirigent marié en 1927 Vera baronne von Lüttwitz (née en 1899), fille du général Hinko von Lüttwitz.